# Bartholomæus de Cederfeld
Bartholomæus de Cederfeld, født Bertelsen (19. januar 1715 i Rost, Arrild Sogn – 23. november 1783 i Kalundborg) var en dansk godsejer og amtmand.

## Karriere
Bartholomæus Bertelsen, søn af herredsfoged i Nørre Rangstrup Herred Lorents Bertelsen og Anna Cathrine f. Monrad, var født i Rost (Arrild Sogn) 19. januar 1715, satte sig ind i embedsforretninger, først hos sin fader og siden, medens han gik i Haderslev Latinskole, hos den derværende amtsforvalter. 1728-30 var han på et kontor i København, hvorefter han studerede i Tyskland, væsentlig i Jena. 1737 antog grev Christian Ernst zu Stolberg-Wernigerode ham til sekretær og gav ham 1742 udnævnelse som råd. Samme år blev han kaldt til Danmark for at overtage embederne som præsident og amtsforvalter i Aalborg med titel af virkelig kancelliråd, 1746 fjernet herfra "ved Intriger af Konferensraad Schrødersee" og udnævnt til amtsforvalter over Nyborg og Tranekær Amter samt proviant-, ammunitions- og materialforvalter i Nyborg fæstning, 1749 justitsråd, 25. maj 1759 optaget i adelstanden med navnet de Cederfeld, 1760 kommitteret i det vestindisk-guineiske Rente- samt General-Toldkammer med etatsråds titel, 1768 3. deputeret i General-Toldkammer- og Kommercekollegiet samt konferensråd. Under den struenseeske periode delte han skæbne med mange dygtige embedsmænd og blev afskediget med ventepenge 6. oktober 1770; 11 måneder senere udnævntes han til amtmand over Kalundborg, Holbæk, Dragsholm og Sæbygård Amter; 1777 fik han Dannebrogordenen og døde i Kalundborg 13. november 1783.
Cederfeld havde tid efter anden ejet forskellige herregårde, såsom Frydendal på Sjælland (1763-65), Ørslev Kloster, Stårupgård og Strandet i Jylland.

## Familie
Gift 8. september 1745 med Cathrine Marie Brand (8. september 1727 – 23. december 1756), datter af justitsråd Matthias Brand og Mette f. Marcussen. Børn:
1. Mette Catharine Berthelsen de Cederfeld (1. juli 1746 – 11. august 1770), gift 1. gang 25. oktober 1762 i København med hofjunker Claus de Caspergaard (1738-1765), 2. gang 10. august 1769 med kommandørkaptajn Hans Gustav Lilienskiold (1727-1796)
2. Sophie Charlotte Cederfeld de Simonsen (19. december 1747 på Erholm – 25. juli 1797 på Mattrup), gift med justitsråd Thyge Jesper de Thygeson
3. Lorentz Christian Ernst Cederfeld de Simonsen (1752-1822), kammerjunker, gift med Anne Sophie Simonsen (1755-1802)
4. Matthias Brandt de Cederfeld (5. december 1753 – 25. juli 1770)
5. Anna Catharina Claudina Bertelsen de Cederfeld (3. januar 1755 i Nyborg – 18. december 1822 i København), gift med generalmajor Peter von Paulsen
6. Johanne Ulriche Christiane Bertelsen de Cederfeld (13. december 1756 – 30. oktober 1844 på Støvringgård), konventualinde

| Efterfulgte: Carl Adolph Rantzau | Amtmand over Kalundborg Amt 1771 - 1783 | Efterfulgtes af: Michael Herman Løvenskiold |
| Efterfulgte: Carl Adolph Rantzau | Amtmand over Holbæk Amt 1771 - 1781     | Efterfulgtes af: Michael Herman Løvenskiold |
| Efterfulgte: Carl Adolph Rantzau | Amtmand over Dragsholm Amt 1771 - 1783  | Efterfulgtes af: Michael Herman Løvenskiold |
| Efterfulgte: Carl Adolph Rantzau | Amtmand over Sæbygård Amt 1771 - 1783   | Efterfulgtes af: Michael Herman Løvenskiold |